# Nadège Cliton
Nadège Cliton est une nageuse française née le 15 juin 1978 au Creusot.
Elle est membre de l'équipe de France aux Jeux olympiques d'été de 1996 à Atlanta, prenant part aux 200 et 400 mètres quatre nages ; elle est dans les deux cas éliminée en séries. Aux Jeux méditerranéens de 1997 à Bari, elle est médaillée d'or sur 200 et 400 mètres quatre nages et médaillée d'argent du relais 4 × 100 m quatre nages.
Elle a été cinq fois championne de France de natation sur 200 mètres quatre nages (hiver 1993, hiver et été 1996, 1997 et 1998) et quatre fois championne de France sur 400 mètres quatre nages (hiver et été 1996, 1997 et 1998).
En club, elle a été licenciée à l'Union Sportive Melun Dammarie-les-Lys.